# Saltos ornamentais nos Jogos Pan-Americanos de 2011 - Trampolim de 3 m individual masculino
A competição do trampolim de 3 m individual masculino foi um dos eventos dos saltos ornamentais nos Jogos Pan-Americanos de 2011, em Guadalajara. Foi disputada no Centro Aquático Scotiabank no dia 27 de outubro.
Na modalidade houve domínio dos atletas do México, que conquistaram as duas primeiras colocações.

## Calendário
Horário local (UTC-6).
| Data          | Horário | Fase         |
| ------------- | ------- | ------------ |
| 27 de outubro | 10:00   | Preliminares |
| 27 de outubro | 21:00   | Finais       |

## Medalhistas
| Ouro   | MEX Yahel Castillo |
| Prata  | MEX Julián Sánchez |
| Bronze | BRA César Castro   |

## Resultados

### Preliminares
Os treze saltadores mais bem colocados nas preliminares avançaram para as finais da competição.
| Pos. | Saltador           | País                     | Pontos  | Pontos  | Pontos  | Pontos  | Pontos  | Pontos  | Pontos | Pontos |
| Pos. | Saltador           | País                     | Salto 1 | Salto 2 | Salto 3 | Salto 4 | Salto 5 | Salto 6 | Total  | Obs.   |
| ---- | ------------------ | ------------------------ | ------- | ------- | ------- | ------- | ------- | ------- | ------ | ------ |
| 1    | Yahel Castillo     | MEX México               | 88.40   | 60.00   | 90.10   | 98.80   | 89.25   | 84.15   | 510.70 | Q      |
| 2    | Julián Sánchez     | MEX México               | 72.00   | 67.50   | 79.05   | 85.00   | 89.25   | 81.60   | 474.40 | Q      |
| 3    | Sebastián Villa    | COL Colômbia             | 72.00   | 66.65   | 75.25   | 78.75   | 73.10   | 83.30   | 435.95 | Q      |
| 4    | Drew Livingston    | USA Estados Unidos       | 76.50   | 74.40   | 74.80   | 72.00   | 68.25   | 76.50   | 449.05 | Q      |
| 5    | Reuben Ross        | CAN Canadá               | 67.50   | 72.85   | 68.25   | 75.90   | 81.60   | 70.95   | 422.80 | Q      |
| 6    | César Castro       | BRA Brasil               | 72.00   | 75.95   | 76.50   | 67.50   | 72.00   | 72.00   | 434.50 | Q      |
| 7    | Kristian Ipsen     | USA Estados Unidos       | 70.50   | 72.85   | 62.90   | 74.80   | 75.25   | 78.20   | 379.80 | Q      |
| 8    | François Imbeau    | CAN Canadá               | 67.50   | 74.40   | 63.00   | 70.00   | 71.40   | 76.50   | 419.50 | Q      |
| 9    | René Hernández     | CUB Cuba                 | 66.00   | 63.00   | 64.35   | 69.75   | 52.70   | 64.50   | 360.25 | Q      |
| 10   | Edickson Contreras | VEN Venezuela            | 63.00   | 74.40   | 61.20   | 63.00   | 47.25   | 70.95   | 442.45 | Q      |
| 11   | Robert Páez        | VEN Venezuela            | 58.50   | 62.00   | 42.00   | 71.75   | 66.30   | 64.35   | 383.30 | Q      |
| 12   | Jorge Pupo         | CUB Cuba                 | 62.00   | 70.50   | 31.50   | 51.15   | 72.00   | 73.10   | 374.90 | Q      |
| 13   | Rafael Quintero    | PUR Porto Rico           | 58.50   | 54.00   | 58.50   | 53.20   | 51.00   | 51.15   | 326.35 | Q      |
| 14   | Argenis Álvarez    | DOM República Dominicana | 49.20   | 12.40   | 61.50   | 49.50   | 45.00   | 55.50   | 273.10 |        |
| 15   | Donato Neglia      | CHI Chile                | 63.00   | 51.15   | 34.00   | 36.00   | 13.50   | 58.50   | 256.15 |        |
|      | Diego Carquín      | CHI Chile                |         |         |         |         |         |         | DNF    |        |

### Finais
As pontuações conquistadas na fase preliminar não foram somadas a pontuação final da competição.
| Pos.              | Saltador           | País               | Pontos  | Pontos  | Pontos  | Pontos  | Pontos  | Pontos  | Pontos |
| Pos.              | Saltador           | País               | Salto 1 | Salto 2 | Salto 3 | Salto 4 | Salto 5 | Salto 6 | Total  |
| ----------------- | ------------------ | ------------------ | ------- | ------- | ------- | ------- | ------- | ------- | ------ |
| Medalha de ouro   | Yahel Castillo     | MEX México         | 86.70   | 72.00   | 95.20   | 96.90   | 94.50   | 84.15   | 529.45 |
| Medalha de prata  | Julián Sánchez     | MEX México         | 75.00   | 83.70   | 91.80   | 60.80   | 96.25   | 73.10   | 480.65 |
| Medalha de bronze | César Castro       | BRA Brasil         | 76.50   | 79.05   | 81.60   | 72.00   | 76.50   | 76.50   | 462.15 |
| 4                 | Sebastián Villa    | COL Colômbia       | 76.50   | 65.10   | 82.25   | 68.25   | 79.90   | 86.70   | 458.70 |
| 5                 | François Imbeau    | CAN Canadá         | 67.50   | 69.75   | 69.00   | 77.00   | 78.20   | 81.60   | 443.05 |
| 6                 | Kristian Ipsen     | USA Estados Unidos | 72.00   | 77.50   | 71.40   | 83.30   | 66.50   | 58.50   | 429.20 |
| 7                 | Edickson Contreras | VEN Venezuela      | 64.50   | 69.75   | 76.50   | 63.00   | 80.50   | 72.60   | 426.85 |
| 8                 | Reuben Ross        | CAN Canadá         | 75.00   | 69.75   | 70.00   | 79.20   | 61.20   | 64.35   | 419.50 |
| 9                 | Jorge Pupo         | CUB Cuba           | 65.10   | 72.00   | 59.50   | 77.55   | 70.50   | 73.10   | 417.75 |
| 10                | Drew Livingston    | USA Estados Unidos | 79.05   | 86.70   | 86.70   | 67.50   | 71.75   | 0.00    | 391.70 |
| 11                | René Hernández     | CUB Cuba           | 61.50   | 58.50   | 47.85   | 51.15   | 71.40   | 63.00   | 353.40 |
| 12                | Robert Páez        | VEN Venezuela      | 63.00   | 67.50   | 46.50   | 49.00   | 42.50   | 47.85   | 313.80 |

### Remo
| S | Classificado(a) para as semifinais |    |                        | FA | Final A (disputa de medalhas) |  |  | FD | Final D (sem medalhas) |
| Q | Classificado(a) para as quartas    | FB | Final B (sem medalhas) | FE | Final E (sem medalhas)        |  |  |    |                        |
| R | Classificado(a) para a repescagem  | FC | Final C (sem medalhas) | FF | Final F (sem medalhas)        |  |  |    |                        |